# Шербурн (Міннесота)
Шербурн (англ. Sherburn) — місто (англ. city) в США, в окрузі Мартін штату Міннесота. Населення — 1058 осіб (2020).

## Географія
Шербурн розташований за координатами 43°39′17″ пн. ш. 94°43′38″ зх. д. / 43.65472° пн. ш. 94.72722° зх. д. (43.654807, -94.727273).  За даними Бюро перепису населення США в 2010 році місто мало площу 2,37 км², уся площа — суходіл.

## Демографія
Згідно з переписом 2010 року, у місті мешкало 1137 осіб у 500 домогосподарствах у складі 307 родин. Густота населення становила 480 осіб/км².  Було 563 помешкання (238/км²).
Расовий склад населення:
| - 98,7 % — білих - 0,3 % — азіатів - 0,1 % — вихідців з тихоокеанських островів |

До двох чи більше рас належало 0,9 %. Частка іспаномовних становила 0,7 % від усіх жителів.
За віковим діапазоном населення розподілялося таким чином: 23,7 % — особи молодші 18 років, 56,9 % — особи у віці 18—64 років, 19,4 % — особи у віці 65 років та старші. Медіана віку мешканця становила 40,6 року. На 100 осіб жіночої статі у місті припадало 97,1 чоловіків;  на 100 жінок у віці від 18 років та старших — 93,3 чоловіків також старших 18 років.
Середній дохід на одне домашнє господарство  становив 53 626 доларів США (медіана — 46 086), а середній дохід на одну сім'ю — 69 194 долари (медіана — 60 625). За межею бідності перебувало 11,4 % осіб, у тому числі 5,7 % дітей у віці до 18 років та 11,0 % осіб у віці 65 років та старших.
Цивільне працевлаштоване населення становило 476 осіб. Основні галузі зайнятості: освіта, охорона здоров'я та соціальна допомога — 32,4 %, виробництво — 20,6 %, роздрібна торгівля — 8,2 %, фінанси, страхування та нерухомість — 7,4 %.